# Het zijn net mensen (boek)
Het zijn net mensen is een non-fictieboek uit 2006 van Joris Luyendijk. De ondertitel luidt Beelden uit het Midden-Oosten. Het boek geldt als een bestseller en werd meermalen bekroond. 

## Inhoud
In het boek doet Luyendijk verslag van zijn werkzaamheden als correspondent voor het Midden-Oosten in de periode van 1998 tot 2003. Hij werkte destijds voor de dagbladen de Volkskrant en NRC Handelsblad en voor de nieuwsjournaals van Radio 1 en de NOS. Zijn standplaatsen in die periode waren achtereenvolgens Caïro, Beiroet en Oost-Jeruzalem.
De titel van het boek verwijst naar het vertekende beeld dat veelal in de media wordt geschetst van de zeer uiteenlopende bevolkingsgroepen in de regio. De schrijver verbaast zich in toenemende mate over de kloof tussen de door hem ter plekke waargenomen realiteit en de weergave daarvan in de media. Nieuwsmedia zijn vooral gericht op scoren en richten zich daarom vooral op excessen. Voor de relativerende 'human interest' en verdiepende achtergronden is daarom te weinig tijd en aandacht. De 'Arabische wereld', voor zover die al onder een noemer te vangen valt, lijkt in Westerse ogen als gevolg van de gefilterde nieuwsvoorziening soms te bestaan uit bebaarde fanaten, waar het in werkelijkheid gaat om gewone mensen met ieder hun eigen problemen die leven in een vaak corrupte en door dictaturen bestuurde samenleving die mensen onvermijdelijke beperkingen oplegt. Luyendijk lardeert zijn verhalen met een aantal vermakelijke anekdotes en lokale grappen.
De schrijver illustreert hoe het nieuws zowel door 'daders' als door 'slachtoffers', maar ook door de internationale media wordt gemanipuleerd en komt tot de conclusie dat een alomvattende duiding van de veelvuldige conflicten in de betreffende regio tot de onmogelijkheden behoort. Het 'nieuws' wordt soms door op scoren beluste journalisten en filmploegen in scène gezet, en ook de 'benadeelde partijen' werken hier gretig aan mee. Een grote rol wordt gespeeld door de persvoorlichters, ook wel 'talking heads' genoemd, die verantwoordelijk zijn voor de gefilterde en gekleurde voorlichting. Duidelijk wordt dat de geoliede pr- en propagandamachines van de rijkere landen de overhand hebben in de media-oorlog.

## Bekroningen
Luyendijk ontving voor dit boek in 2006 de Dick Scherpenzeel Prijs en in datzelfde jaar werd hij uitgeroepen tot Journalist van het Jaar. In 2007 won hij de NS Publieksprijs en in 2010 de Prix des Assises du journalisme; de eerste keer dat deze prijs naar een niet-Fransman ging.